# Tinker Juarez
David "Tinker" Juarez (nascido em 4 de março de 1961) é um ex-ciclista profissional norte-americano que competiu no ciclismo nos Jogos Olímpicos de Verão de 1996 e 2000, representando os Estados Unidos.